# Damaeus paraspinosus
Damaeus paraspinosus är en kvalsterart som först beskrevs av Bulanova-Zachvatkina 1974.  Damaeus paraspinosus ingår i släktet Damaeus och familjen Damaeidae. Inga underarter finns listade i Catalogue of Life.